# Казалето ди Сопра
Казалето ди Сопра (итал. Casaletto di Sopra) је насеље у Италији у округу Кремона, региону Ломбардија.
Према процени из 2011. у насељу је живело 423 становника. Насеље се налази на надморској висини од 88 м.

## Становништво
| 1936. | 1951. | 1961. | 1971. | 1981. | 1991. | 2001. | 2011. |
| ----- | ----- | ----- | ----- | ----- | ----- | ----- | ----- |
| 807   | 937   | 678   | 411   | 369   | 393   | 586   | 548   |